# Our (Jura)
Our ist eine französische Gemeinde mit 148 Einwohnern (Stand 1. Januar 2022) im Département Jura in der Region Bourgogne-Franche-Comté. Sie gehört zum Arrondissement Dole und zum Kanton Mont-sous-Vaudrey.

## Geographie
Die Gemeinde liegt rund 13 Kilometer nordöstlich von Dole am Nordrand des Waldgebietes Forêt Domaniale de Chaux. Die Nachbargemeinden sind Orchamps im Nordosten, La Bretenière und Étrepigney im Osten, Santans im Süden, Éclans-Nenon im Westen und Lavans-lès-Dole im Nordwesten.
An der nordwestlichen Gemeindegrenze verläuft der Fluss Doubs. Die Gemeindegemarkung ist nahezu rechteckig mit einer Breite von etwa zwei Kilometern und einer hauptsächlichen Längserstreckung in Nord-Süd-Richtung (vom Doubs zur Grenze zu Santans). Im Wald von Chaux liegt mit dem Étang de la Plaine du Clos  ein kleiner See.
Der Gemeindehauptort ist über die Départementsstraße D76 erreichbar. Alle höherrangigen Verkehrsverbindungen entlang des Doubs verlaufen in den nördlichen Nachbargemeinden.

## Bevölkerungsentwicklung
| Jahr                       | 1968 | 1975 | 1982 | 1990 | 1999 | 2006 | 2017 |
| Einwohner                  | 104  | 102  | 118  | 140  | 169  | 161  | 140  |
| Quellen: Cassini und INSEE |      |      |      |      |      |      |      |

## Sehenswürdigkeiten
- Alter Brotbackofen aus dem 18. Jahrhundert in der ehemaligen Waldsiedlung Les Baraques du Cinq – Monument historique[1]